# La Campana, Tamazula
La Campana är en ort i Mexiko.   Den ligger i kommunen Tamazula och delstaten Durango, i den centrala delen av landet, 900 km nordväst om huvudstaden Mexico City. La Campana ligger 1 135 meter över havet och antalet invånare är 148.
Terrängen runt La Campana är huvudsakligen bergig, men åt nordväst är den kuperad. Terrängen runt La Campana sluttar norrut. Runt La Campana är det mycket glesbefolkat, med 4 invånare per kvadratkilometer. Närmaste större samhälle är Los Remedios, 19,2 km väster om La Campana. I omgivningarna runt La Campana växer i huvudsak lövfällande lövskog.